# آسوکا نو کیومیهارا نومیا

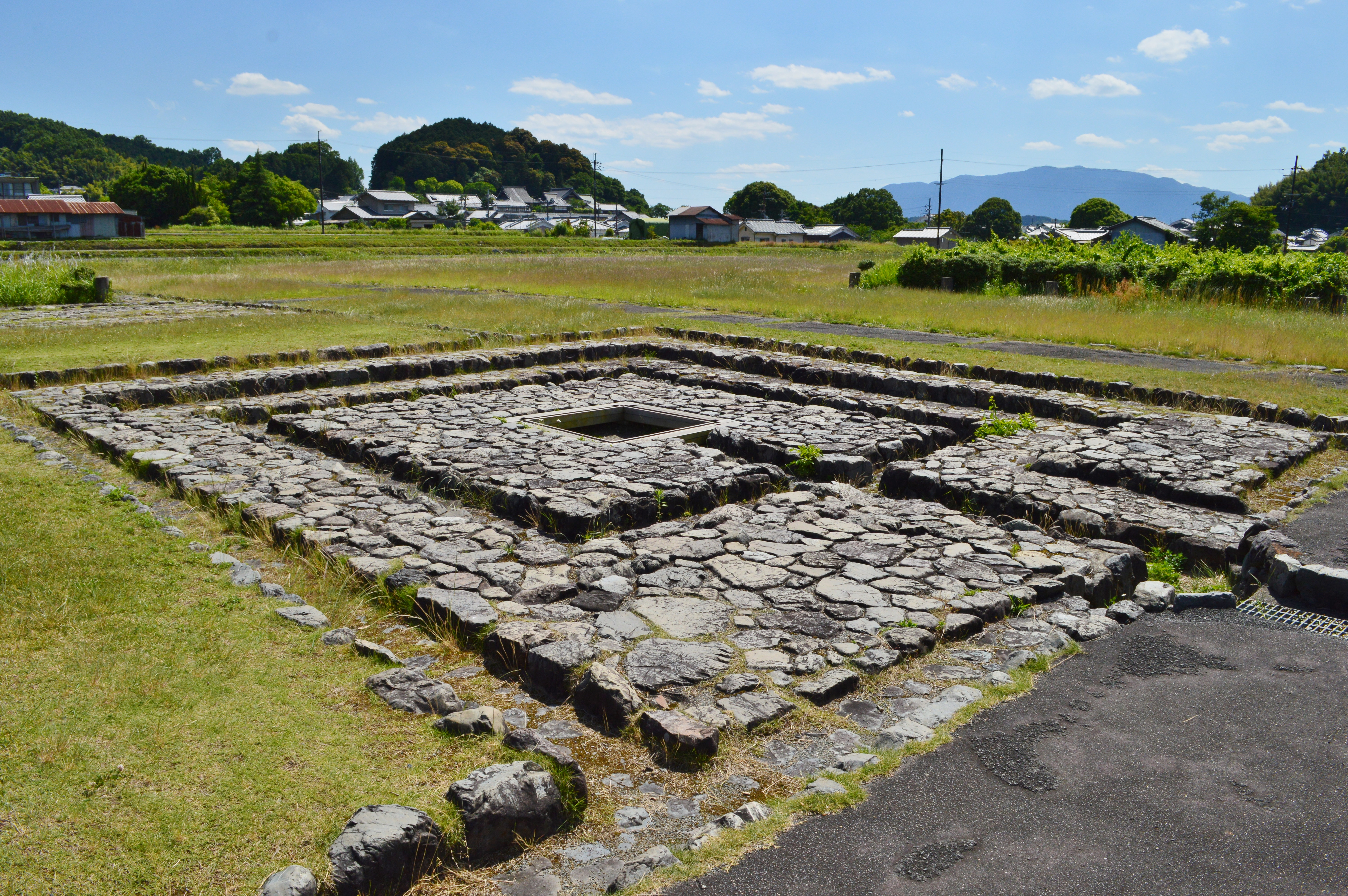
ویرانه‌های کاخ آسوکا

آسوکا نو کیومیهارا نومیا، (به ژاپنی: 飛鳥浄御原宮 あすかのきよみはらのみや)، این کاخ توسط دو نسل امپراتور، امپراتور تنمو و امپراتریس جیتو، در نیمه دوم قرن هفتم اداره می‌شد. یک مکان باستانی در آسوکا، نارا، روستای آسوکا، استان نارا وجود دارد، اما نتایج حفاری‌های اخیر منجر به این شده است که این مکان در محل معبد سنتی آسوکا ایتابوکی در اوکا، همان روستا بوده است.